# Långtjärnen (Anundsjö socken, Ångermanland, 704789-157694)
Långtjärnen är en sjö i Örnsköldsviks kommun i Ångermanland och ingår i Ångermanälvens huvudavrinningsområde.